# رود ایست مین
رود ایست مین رودی است به خلیج جیمز می‌ریزد. این رود از کشور کانادا می‌گذرد.